# Joop Hiele
Johannes ("Joop") Frederik Hiele (Roterdã, 25 de dezembro de 1958) é um ex-futebolista holandês, que atuava como goleiro.

## Carreira
Joop Hiele integrou a Seleção Neerlandesa de Futebol da Copa do Mundo de 1990. 